# ساول بولو
ساول بولو هو سياسي كندي، ولد في يونيو 1975 في سانتا مارتا في كولومبيا. نشط حزبياً في حزب كيبيك الليبرالي. وقد انتخب عضو الجمعية الوطنية في كيبك ‏ عن دائرة Laval-des-Rapides (provincial electoral district) ‏ خلال فترته النيابية ‏ (17 أبريل 2014 – ).